# Tanysiptera danae
Tanysiptera danae, conhecido como martim-rabilongo-castanho é uma espécie de ave da família Alcedinidae.
É endémica da Papua-Nova Guiné. Os seus habitats naturais são: florestas temperadas e florestas subtropicais ou tropicais húmidas de baixa altitude. 